# Basilica Ave Gratia Plena

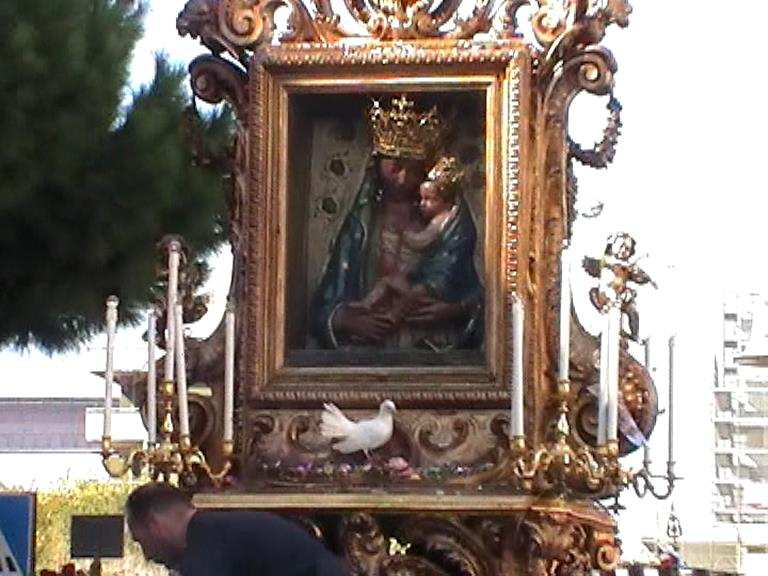
La Madonna Nera patrona di Torre Annunziata, icona conservata nella Basilica

La basilica Ave Gratia Plena, o santuario della Madonna della Neve, è un edificio di culto cattolico di Torre Annunziata, situato nel quartiere Annunziata in piazza Giovanni XXIII, dedicato alla Madonna della Neve. Fa parte dell'8º decanato della Diocesi di Nola.

## Storia
Venne costruita originariamente nel 1319 ad opera del principe Nicolò D'Alagno, feudatario del posto, con il nome di "chiesa dell'Annunciata".
Nella basilica si conserva un'antica icona della Madonna. Secondo la tradizione popolare, il 5 agosto del 1354, nel giorno della festa della Madonna della Neve, l'effigie fu trovata da alcuni pescatori nella acque antistanti lo scoglio di Rovigliano, rinchiusa in una cassa; si decise quindi di custodirla nella chiesa dell'Annunziata, dedicata da allora alla Madonna della Neve.
I fedeli attribuiscono all'icona sacra la protezione, invocata anche con processioni penitenziali, ottenuta in occasione delle incursioni piratesche del XVI secolo, delle epidemie del 1764 e del 1817, della siccità del 1777, del colera del 1836-37, e soprattutto delle eruzioni vesuviane del 1631, 1794, 1906 e 1822, quest'ultima data ricordata con solenni celebrazioni ogni 22 ottobre.
Sotto Carlo III di Borbone la chiesa divenne abbazia. Il 25 ottobre 1856 venne eretta come parrocchia, e nel 1953 divenne santuario della diocesi di Nola.
Nel luglio 1979 papa Giovanni Paolo II l'ha elevata alla dignità di basilica minore.